# Adżdir
Adżdir (arab. أجدير; fr. Ajdir) – miasto w północnym Maroku, nad Morzem Śródziemnym, w regionie Tanger-Tetuan-Al-Husajma. W 2014 roku liczyło ok. 5,3 tys. mieszkańców.
W latach 1921–1926 pełniło funkcję stolicy berberyjskiej Republiki Rifu pod przewodnictwem Abd al-Karima.